# St. Petri (Dobbeln)

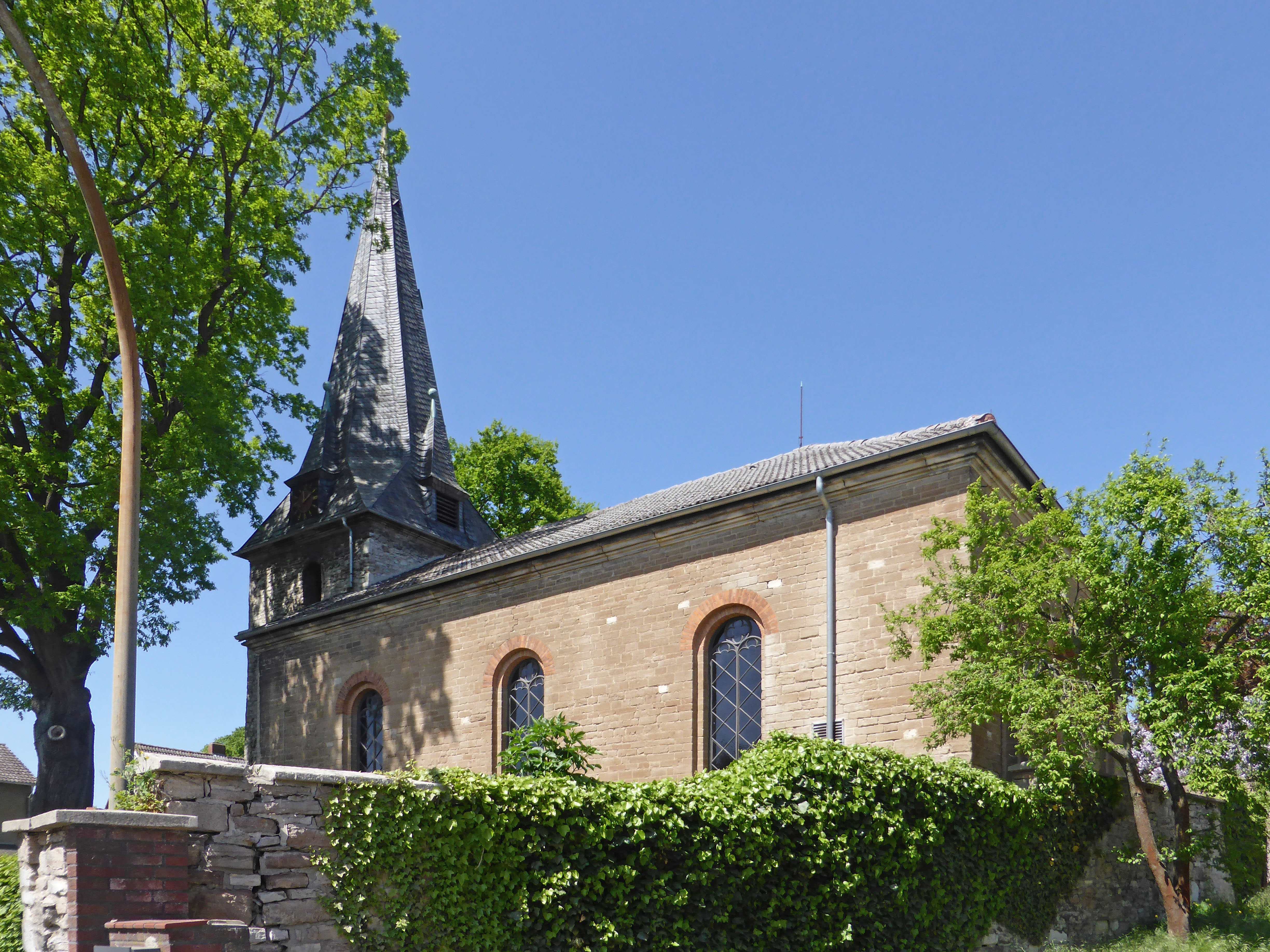
St. Petri (Dobbeln)

Die evangelisch-lutherische Kirche St. Petri steht in Dobbeln, einem Gemeindeteil der Gemeinde Söllingen im Landkreis Helmstedt in Niedersachsen. Das Baudenkmal hat nach dem Niedersächsischen Denkmalschutzgesetz die ID 32680256. Die Kirche gehört zur Kirchengemeinde St. Petrus am Heeseberg im Pfarrverband Helmstedt-Süd der Propstei Helmstedt der Evangelisch-lutherischen Landeskirche in Braunschweig.

## Beschreibung
Die geostete Saalkirche besteht aus einem schlichten Langhaus und einem Kirchturm im Westen.
Der Kirchturm ist mit einem achtseitigen, schiefergedeckten Knickhelm bedeckt. In die rundherum angeordneten Dachgauben, ausgeführt mit Pyramidendächern mit Knauf, sind teilweise Ziffernblätter der Turmuhr eingelassen. Der Glockenstuhl für die Kirchenglocken ist im Geschoss darunter untergebracht. An der Schlagglocke befindet sich eine Inschrift aus dem Jahr 1631.
Das heutige Langhaus wurde 1862 als Ersatz für einen Vorgängerbau an den schon vorhandenen Kirchturm angebaut. Das in Kalkstein-Schichtmauerwerk ausgeführte Langhaus ist mit einem Walmdach gedeckt und hat einen geraden Chorschluss. Die überstabten Rundbogenfenster sind mit Ziegelstürzen und geometrischer neugotischer Fensterversprossung ausgeführt.

### Orgel
Die 1863 von Orgelbauer Christian Sölter aus Schöningen erbaute Orgel wurde 1956 durch eine von den Gebrüdern Euler erbaute Orgel ersetzt, welche diese 1870 für die Kapelle des Gefängnisses Wolfenbüttel erbaut hatten.
Die heutige Orgel wurde 1995/96 vom Paschen Kiel Orgelbau erbaut. Das Schleifladen-Instrument hat acht Register, ein Manual und ein Pedal.
| Hauptwerk C–f3 |              |    |
| 1.             | Prinzipal    | 8′ |
| 2.             | Gedackt      | 8′ |
| 3.             | Oktave       | 4′ |
| 4.             | Gedecktflöte | 4′ |
| 5.             | Octave       | 2′ |
| 6.             | Mixtur 3f.   |    |

| Pedalwerk C–d1 |           |     |
| 7.             | Subbass   | 16′ |
| 8.             | Oktavbass | 8′  |

- Pedalkoppel